# Хлорид сурьмы(V)
Хлорид сурьмы(V) — бинарное неорганическое соединение сурьмы и хлора с формулой SbCl5, бесцветная жидкость (иногда окрашена в светло-жёлтые тона из-за примеси хлора), сильно дымит на воздухе, активно реагирует с водой.

## Получение
- хлорирование трихлорида сурьмы:

{\displaystyle {\mathsf {SbCl_{3}+Cl_{2}\ {\xrightarrow {80^{o}C}}\ SbCl_{5}}}}

## Физические свойства
Хлорид сурьмы(V) — бесцветная гигроскопичная жидкость, «дымит» во влажном воздухе, разлагается водой.
В вакууме перегоняется без разложения.
Растворяется в жидком хлористом водороде, хлороформе, этаноле, метаноле, амиловом спирте, тетрахлориде углерода.
В растворе в хлороформе при добавлении воды образует кристаллогидраты SbCl5•H2O и SbCl5•4H2O.

## Химические свойства
- Разлагается при нагревании

{\displaystyle {\mathsf {SbCl_{5}\ {\xrightarrow {140^{o}C}}\ SbCl_{3}+Cl_{2}}}}
- Реагирует с холодной водой:

{\displaystyle {\mathsf {SbCl_{5}+H_{2}O\ {\xrightarrow {0^{o}C}}\ SbOCl_{3}+2HCl}}}
- и с горячей:

{\displaystyle {\mathsf {2SbCl_{5}+5H_{2}O\ {\xrightarrow {100^{o}C}}\ Sb_{2}O_{5}\downarrow +10HCl}}}
- Реагирует с щелочами:

{\displaystyle {\mathsf {SbCl_{5}+6NaOH\ {\xrightarrow {}}\ Na[Sb(OH)_{6}]\downarrow +5NaCl}}}
- С соляной кислотой образует гексахлоростибат водорода:

{\displaystyle {\mathsf {SbCl_{5}+HCl\ {\xrightarrow {}}\ H[SbCl_{6}]}}}
- С хлоридами щелочных металлов и нитрозилхлоридом (в неполярном растворителе, например, CCl4) образует комплексные соли гексахлоростибаты:

{\displaystyle {\mathsf {SbCl_{5}+NaCl\ {\xrightarrow {}}\ Na[SbCl_{6}]}}}
{\displaystyle {\mathsf {SbCl_{5}+NOCl\ {\xrightarrow {}}\ NO[SbCl_{6}]}}}
- Реагирует с металлической сурьмой:

{\displaystyle {\mathsf {3SbCl_{5}+2Sb\ {\xrightarrow {}}\ 5SbCl_{3}}}}

## Применение
- Хлорирующий агент.
- Для получения сурьмы высокой чистоты.